# Mouvement du peuple (Liban)
Le Mouvement du peuple est un parti politique libanais, créé en 2000, par l'ancien député Najah Wakim et un groupe d'intellectuels, de journalistes et de syndicalistes des mouvances de la gauche radicale et du nationalisme arabe.
Le Mouvement du peuple est particulièrement opposé aux politiques économiques de Rafiq Hariri et du Courant du futur et adopte des positions alter-mondialistes, anti-américaines et anti-israéliennes radicales. Aujourd'hui, le Mouvement se place dans l'opposition libanaise contre la majorité parlementaire issue de l'Alliance du 14-Mars et construit une alliance avec le Hezbollah, le Courant patriotique libre et le Parti nationaliste social syrien, ainsi que d'autres partis libanais.
Le Mouvement du peuple jouit d'une certaine popularité au sein de la jeunesse, notamment à l'université Américaine de Beyrouth, mais celle-ci est bien inférieure à celle enregistrée lors des premières années de l'existence du mouvement, au début des années 2000. Le Mouvement n'est plus représenté au Parlement depuis 2000, après l'échec de Wakim aux élections de 2005 et son retrait cinq ans plus tôt.